# Mashuash
I Mashuash (anche Meshwesh) furono un popolo berbero abitante anticamente l'attuale Libia.
Il nome in antico egizio era:
| G20 | SA | A | wA | A | SA | A | T14 | A1 · Z2 |

mˁ š3 w3 š3  - ma sha wa sha 

anche se spesso veniva abbreviato alla prima sillaba (il popolo dei Ma).

## Descrizione
Durante la XIX e XX dinastia i Mashuash furono perennemente in conflitto con lo stato egizio. In seguito, durante la XXI dinastia un numero sempre maggiore di membri di questo popolo si insediò nella regione occidentale del delta del Nilo fino a prenderne il controllo durante il regno di Osorkon il vecchio.
L'influenza dei principi dei Mashuash divenne preponderante e giunse al completo controllo dello stato egizio con la fondazione della XXII dinastia che mantenne il potere fino all'insediamento della XXV dinastia formata da sovrani, provenienti dal regno di Kush e discendenti dei Primi Profeti di Amon sconfitti ed esiliati dai Mashuash all'inizio della loro dominazione.
L'origine libica dei Mashuash è esplicitamente affermata in una stele, attribuita a Paserhor e datata al regno di Sheshonq V, che riportando l'intera genealogia, afferma che il titolare della stele è discendente di Buyuwawa il libico.

L'origine libo/berbera dei Mashuash è anche deducibile dai loro nomi personali (come Osorkon, Takelo, Nimlot, Sheshonq) e dai titoli, non egizi, usati da questo popolo, titoli aventi relazioni con la lingua berbera sia antica che moderna.

## Contesto storico
I mashuash compaiono nei testi dell'antico Egitto a partire dalla XVIII dinastia  dove sono menzionati per aver fornito del bestiame al palazzo di Amenhotep III a Malkata. Questa circostanza può significare che vi fossero delle relazioni commerciali tra egizi e nomadi del deserto libico. Per il restante periodo temporale coperto dalla XVIII dinastia
i riferimenti ai Mashuash, ed alle popolazioni libiche in generale, sono molto scarse.
Vi sono comunque rappresentazioni di libici (probabilmente mashuash) risalenti al regno di Akhenaton compreso un rilevante papiro raffigurante un gruppo di libici in condizione di schiavitù. Purtroppo questo documento è giunto a noi in condizioni molto frammentarie al punto da rendere impossibile la comprensione del contesto storico in cui inserire l'immagine.
Durante il periodo ramesside le relazioni tra egizi e libici furono caratterizzate da una costante conflittualità. I rilievi di battaglie nel tempio di Karnak, risalenti al regno di Seti I mostrano il sovrano che combatte contro moltitudini di libici che vengono indicati come Tjehenu, uno dei modi generici dell'egizio per indicare le popolazioni del deserto libico. Durante il susseguente regno di Ramses II gli egizi costruirono una serie di fortezze costiere in direzione ovest a partire dalla regione di Marsa Matruh includendo anche El Alamein e Zawayat Umm al-Rakham.
L'esistenza di queste fortezze indica come vi fosse  una situazione di tensione sui confini occidentali dello stato egizio. Anche Ramses, come già Seti, afferma, in vari testi, di aver sconfitto i libici senza però mai specificare la presenza o meno dei Mashuash tra questi.
Durante il regno di Merenptah il sistema di fortezze erette dal padre cadde in abbandono e nell'anno 5 di regno i libici invasero le regioni del delta del Nilo. Nei rilievi di Karnak Merenptah afferma che i principali avversari furono i Libu che avevano l'appoggio dei Mashuash e dei Popoli del Mare. Il sovrano, nel rilievo, afferma di aver catturato 9100 spade dei Mashuash (questo conflitto è anche descritto nella Stele di Merenptah, conosciuta anche come Stele d'Israele).
Circa venticinque anni dopo, durante il regno di Ramses III, il conflitto tra egizi e libici si riaccese. Questa volta furono i Mashuash, alleati con le altre tribù libiche  e con i Popoli del mare, a dare inizio al conflitto svoltosi in due distinte campagne durante gli anni 5 e 11 del regno di Ramses III (nei testi giunti fino a noi nella campagna dell'anno 11 sono citati solo i Mashuash).
Nel testo Ramses afferma di essere uscito vittorioso dallo scontro  e di aver trasferito gli sconfitti nel Medio Egitto utilizzandoli come truppe mercenarie. Il papiro Harris riporta che Ramses .. li  insediò nelle sue fortezze in modo che essi udissero la lingua egizia, egli fece  scomparire il loro linguaggio. Un testo risalente al Terzo periodo intermedio menziona almeno cinque fortezze dei Mashuash nell'area di Eracleopoli.
In realtà i tentativi di Ramses di bloccare l'immigrazione delle popolazioni libiche in Egitto fallirono. Numerosi ostraca e papiri menzionano, durante la XX dinastia, incursioni di Mashuash, incursioni che giunsero ad interessare anche la regione di Tebe dove i lavoratori di Deir el-Medina furono costretti a rifugiarsi nel tempio funerario di Medinet Habu